# Az éjszaka fogai
Az éjszaka fogai (eredeti cím: Night Teeth) 2021-ben bemutatott amerikai vámpíros filmthriller, amelyet Brent Dillon forgatókönyvéből Adam Randall rendezett. A főszerepben Jorge Lendeborg Jr., Debby Ryan, Megan Fox, Lucy Fry, Alfie Allen, Raúl Castillo és Alexander Ludwig látható.
A filmet 2021. október 20-án mutatta be a Netflix. Általánosságban vegyes véleményeket kapott a kritikusoktól. Míg a szereplőket és a jeleneteket dicsérték, kritizálták a kevés akciót, valamint azt, hogy a film túl kiszámítható volt.

## Cselekmény
Egy sofőrként dolgozó főiskolai hallgató felvesz két titokzatos nőt, akik egy éjszakai bulizáson vesznek részt Los Angelesben. De amikor felfedezi vérszomjas szándékaikat – és veszélyes, árnyékos alvilágukat –, harcolnia kell az életben maradásért.

## Szereplők
| Szerep               | Színész             | Magyar hang        |
| -------------------- | ------------------- | ------------------ |
| Benny                | Jorge Lendeborg Jr. | Gacsal Ádám        |
| Blaire               | Debby Ryan          | Bogdányi Titanilla |
| Zoe                  | Lucy Fry            | Nemes Takách Kata  |
| Victor               | Alfie Allen         | Fehér Tibor        |
| Jay Perez            | Raúl Castillo       | Varga Gábor        |
| Rocko                | Alexander Ludwig    | Markovics Tamás    |
| Grace                | Megan Fox           | Solecki Janka      |
| Eva                  | Sydney Sweeney      | Molnár Ilona       |
| Gio                  | Bryan Batt          | Törköly Levente    |
| Abuela               | Marlene Forte       | N/A                |
| Anderson rendőrtiszt | Dane Rhodes         | Kapácsy Miklós     |
| Andre                | Lee Coc             | Galambor Péter     |

## A film készítése
2019 augusztusában bejelentették, hogy Adam Randall rendezi a filmet Brent Dillon forgatókönyve alapján, a Netflix forgalmazásában. 2020 februárjában Jorge Lendeborg Jr., Debby Ryan, Lucy Fry, Alfie Allen és Raúl Castillo csatlakozott a film szereplőgárdájához. 2020 júliusában Alexander Ludwig, Bryan Batt és Marlene Forte is csatlakozott a stábhoz.
A forgatás 2020 februárjában kezdődött New Orleansban és Los Angelesben. Még abban az évben a COVID-19 világjárvány miatt felfüggesztették a gyártást.

## Fogadtatás
A Rotten Tomatoes kritika-gyűjtő weboldalon a film 24 kritika alapján 38%-os minősítést ért el, 5,3/10-es átlagértékeléssel. A Metacritic 7 kritika alapján a film átlagpontszámát 43-ra értékelte a 100-ból, ami „vegyes vagy átlagos értékelést” jelent.
Meagan Navarro a Bloody Disgusting horrormagazinnak írva; ötből két csillagot adott a filmnek.

## Fordítás
- Ez a szócikk részben vagy egészben  a   Night Teeth című angol Wikipédia-szócikk fordításán alapul.  Az eredeti cikk szerkesztőit annak laptörténete sorolja fel. Ez a jelzés csupán a megfogalmazás eredetét és a szerzői jogokat jelzi, nem szolgál a cikkben szereplő információk forrásmegjelöléseként.